# Högboda
Högboda – miejscowość (tätort) w Szwecji, w regionie administracyjnym (län) Värmland, w gminie Kil.
Według danych Szwedzkiego Urzędu Statystycznego liczba ludności wyniosła: 334 (31 grudnia 2015), 318 (31 grudnia 2018) i 310 (31 grudnia 2019).